# Cinnamomum sublanuginosum
Cinnamomum sublanuginosum es una especie de árbol de la familia del laurel (Lauraceae). Es endémica de Borneo. Es un árbol que crece de 20 a 35 metros de altura, con un tronco de 30 a 50 cm de diámetro.
Solo se conoce del distrito de Ranau en Sabah. Crece en la selva tropical montana por encima de los 1200 metros de altitud.